# اوپل دیپلمات
اوپل دیپلمات (Opel Diplomat) خودرویی است که در سال‌های ۱۹۶۴–۱۹۷۷تولید شده‌است. طراحی آن خودروهای موتور جلو-محور عقب بوده است. 

## نگارخانه

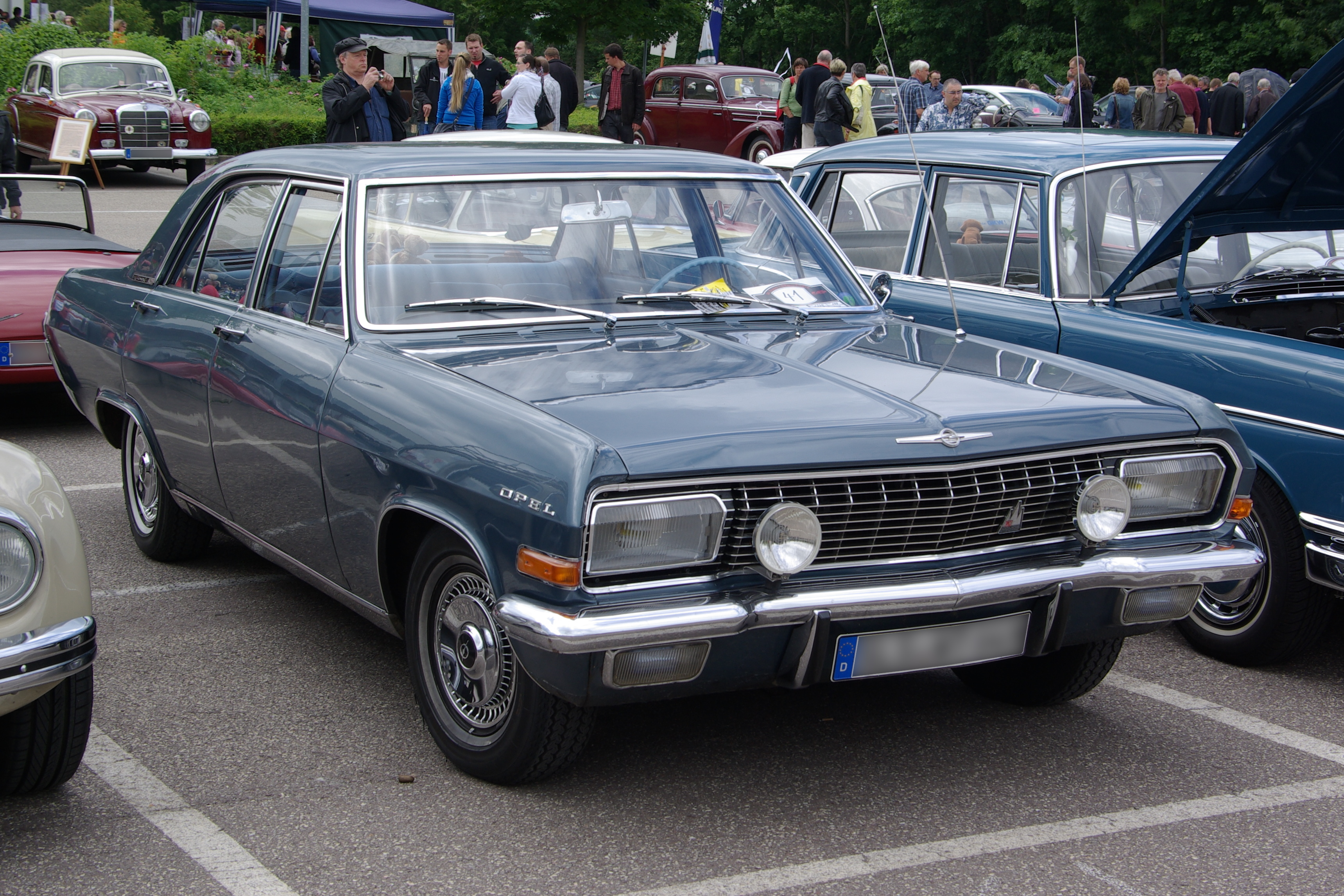
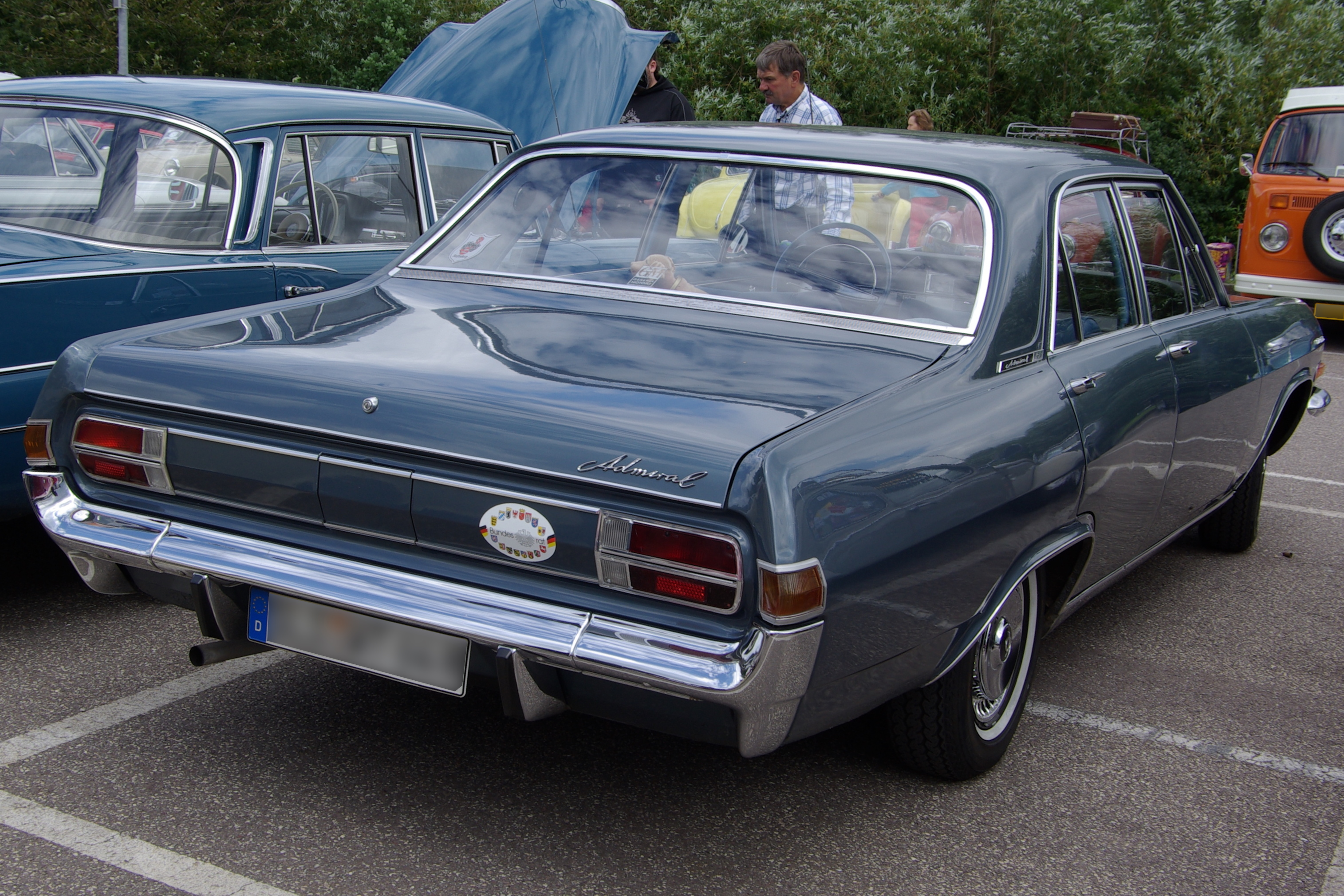
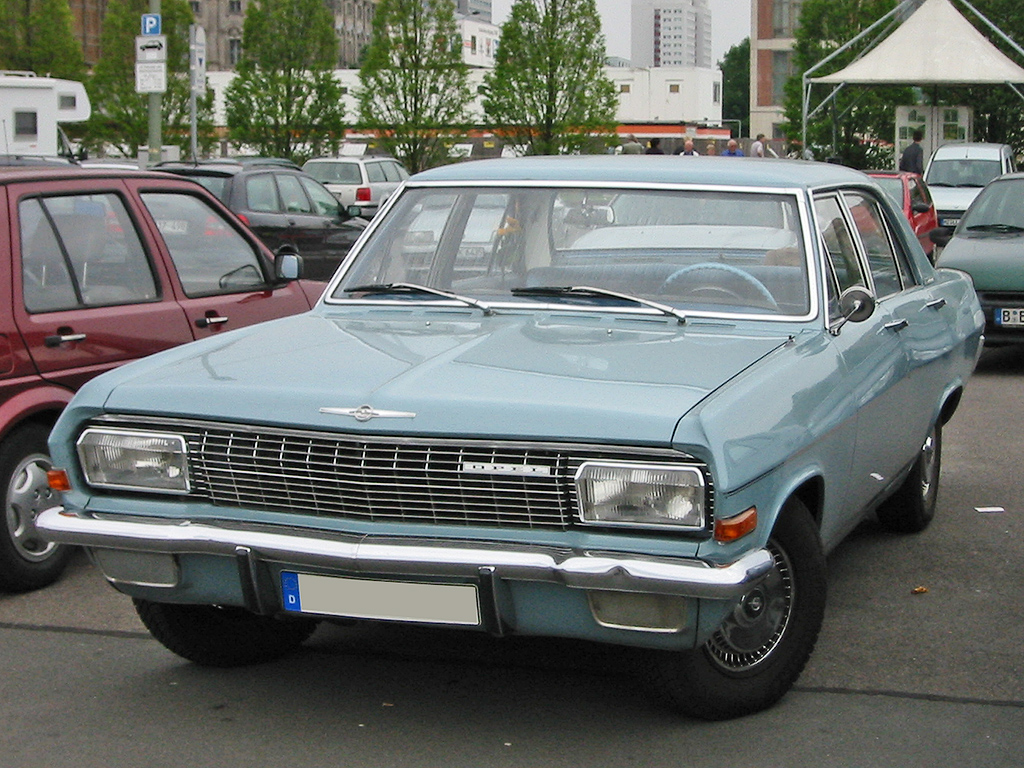
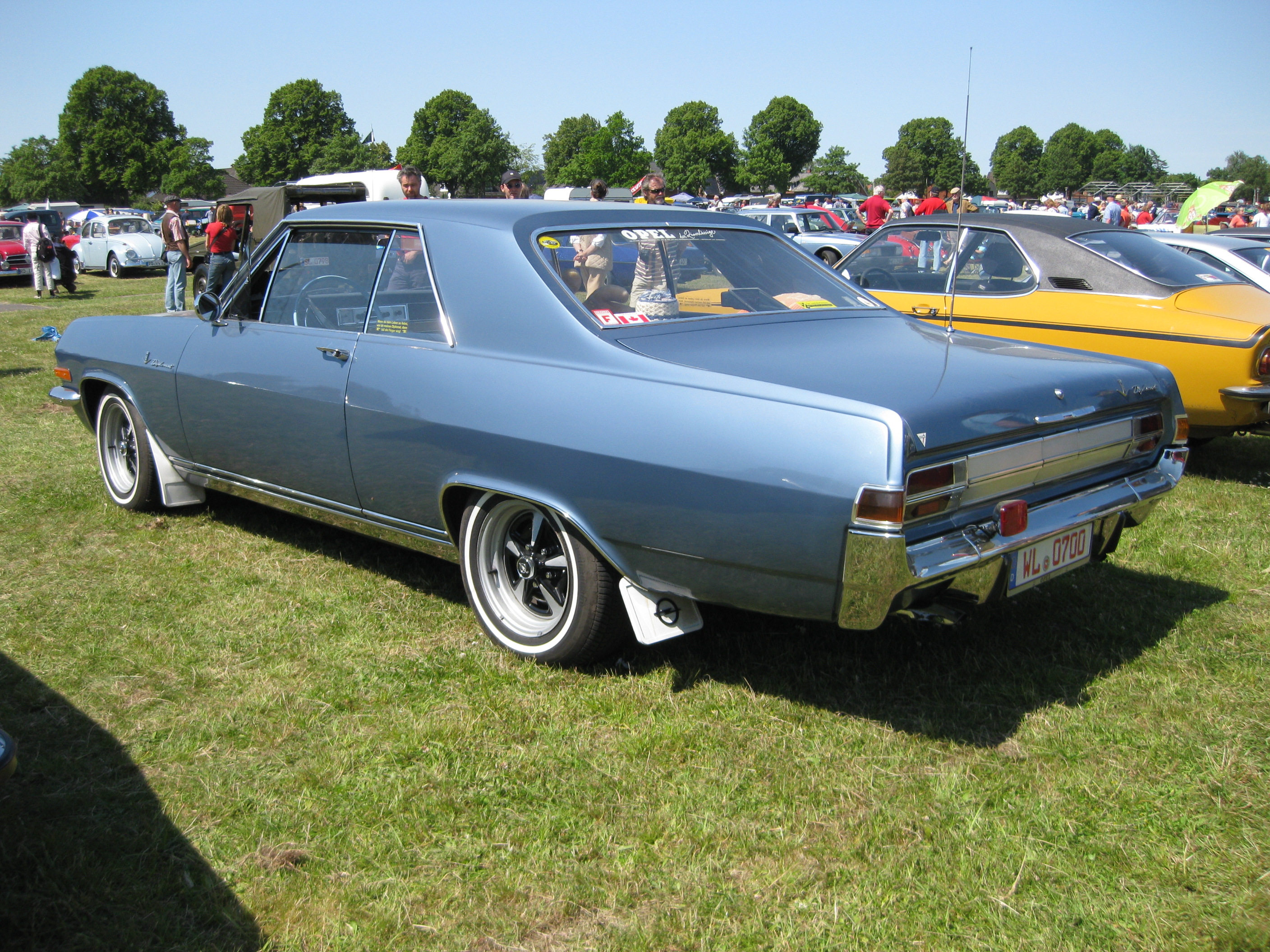